# IC 399
IC 399 је галаксија у сазвјежђу Еридан која се налази на листи објеката дубоког неба у Индекс каталогу.
Деклинација објекта је - 4° 17' 18" а ректасцензија 5h 1m 44,0s. Привидна величина (магнитуда) објекта IC 399 износи 15,4 а фотографска магнитуда 16,0. IC 399 је још познат и под ознакама MK 1090, PGC 16582.